# Liste de l'unité

Symbole électoral de la Liste de l'unité.

La Liste de l’unité (en danois : Enhedslisten - de rød-grønne, littéralement « la Liste de l’unité – les Rouges et Verts » également connu en français comme Alliance rouge et verte) est un parti politique danois, qui occupe la partie la plus à gauche au sein du Folketing, le parlement danois.

## Histoire
Ce parti est fondé en 1989 grâce à la collaboration de VS (Socialistes de gauche), DKP (Parti communiste du Danemark) et SAP (Parti socialiste des travailleurs, section danoise de la Quatrième Internationale).
Il n’est représenté au parlement qu’en 1994 par six mandats.
Le parti n’obtient que cinq mandats aux législatives de 1998, de même en 2001.
Il consolide sa position aux élections de 2005 en obtenant une représentation de six mandats, avant de retomber à quatre mandats en 2007.
Lors des élections législatives danoises de 2011, il se renforce ultérieurement en remportant huit députés supplémentaires, en multipliant par trois sa représentation au Folketing.
Le parti rassemble 24,6 % des voix des suffrages lors des élections municipales de 2021 à Copenhague, ce qui en fait la première force politique de la ville. Enhedslisten a surtout défendu la thématique du logement pendant la campagne, militant pour un plafonnement des loyers et pour la construction de logements sociaux, et a bénéficié de son image de parti le plus écologiste du pays. Les Sociaux-démocrates conservent cependant la municipalité grâce à un accord avec le centre-droit.

## Idéologie
Le parti se décrit comme socialiste et démocrate, et comme représentant les mouvements pacifiste, anti-discrimination et ouvrier.
L'idéologie du parti est exposée dans un manifeste en 2003. Tenant des opinions anticapitalistes et eurosceptiques modérées,, ; à propos du système économique, il définit le socialisme comme une forme de société qui aboutirait, à long terme, à la fin des classes. Les méthodes préconisées, pour y parvenir, peuvent être différentes, selon le cours de la lutte des classes, mais nécessiteront, éventuellement, une révolution. À travers cette révolution, les moyens de production privées devraient être transférés à la classe ouvrière, tout en garantissant les droits démocratiques.
Il est perçu comme le plus écologiste des grands partis politiques danois.

## Direction
Le parti de la liste de l’unité se distingue des autres partis représentés au parlement par le fait qu’il n’a pas de secrétaire à sa tête mais qu’il pratique le principe de la direction collective.

## Résultats électoraux

### Élections parlementaires
| Année | %   | Mandats  | Rang | Gouvernement                             |
| ----- | --- | -------- | ---- | ---------------------------------------- |
| 1990  | 1,7 | 0 / 179  | 10e  | Opposition                               |
| 1994  | 3,1 | 6 / 179  | 7e   | Opposition                               |
| 1998  | 2,7 | 5 / 179  | 8e   | Opposition                               |
| 2001  | 2,4 | 4 / 179  | 7e   | Opposition                               |
| 2005  | 3,4 | 6 / 179  | 7e   | Opposition                               |
| 2007  | 2,2 | 4 / 179  | 8e   | Opposition                               |
| 2011  | 6,7 | 12 / 179 | 6e   | Soutien à Helle Thorning-Schmidt I et II |
| 2015  | 7,8 | 14 / 179 | 4e   | Opposition                               |
| 2019  | 6,9 | 13 / 179 | 6e   | Soutien à Frederiksen I                  |
| 2022  | 5,1 | 9 / 179  | 8e   | Opposition                               |

### Élections européennes
Jusqu'en 2016, l'Alliance n'a jamais participé directement aux élections européennes préférant soutenir le Mouvement populaire contre l'Union européenne, un parti eurosceptique dont les élus siègent au groupe GUE/NGL. Certains députés du parti ont un temps songé à se présenter sur une liste indépendante pour les élections de 2014, mais la décision a été rejeté par la majorité du parti lors à sa convention annuelle de 2013.
Le parti prend en mai 2016 la décision historique de se présenter aux élections de 2019. Il participe à cette occasion à l'alliance européenne « Maintenant le peuple » comprenant notamment La France insoumise et Podemos.
| Année | %    | Sièges | Position | Groupe  |
| ----- | ---- | ------ | -------- | ------- |
| 2019  | 5,51 | 1 / 14 | 7e       | GUE/NGL |
| 2024  | 7,04 | 1 / 15 | 7e       | GUE/NGL |